# Instituto Ahmed Baba
O Instituto Ahmed Baba, oficialmente Instituto Ahmed Baba de Ensino Superior e Pesquisa islâmica, é uma biblioteca e centro de pesquisa em Tombuctu, no Mali. O centro foi fundado em 1973, com financiamento principalmente do Cuaite. Ele foi nomeado em homenagem ao estudioso do século XVII Amade Baba.

## Construção
O atual edifício foi projetado por um arquiteto sul-africano e foi concluído em 2009, custando cerca de 5,8 milhões de euros. Possui uma área de 4 600 metros quadrados e inclui um sistema de ar condicionado para a boa conservação dos manuscritos alojados, bem como um sistema de extinção de incêndios automático. Ele substituiu um edifício de 40 anos de idade, em ruínas.

## Manuscritos

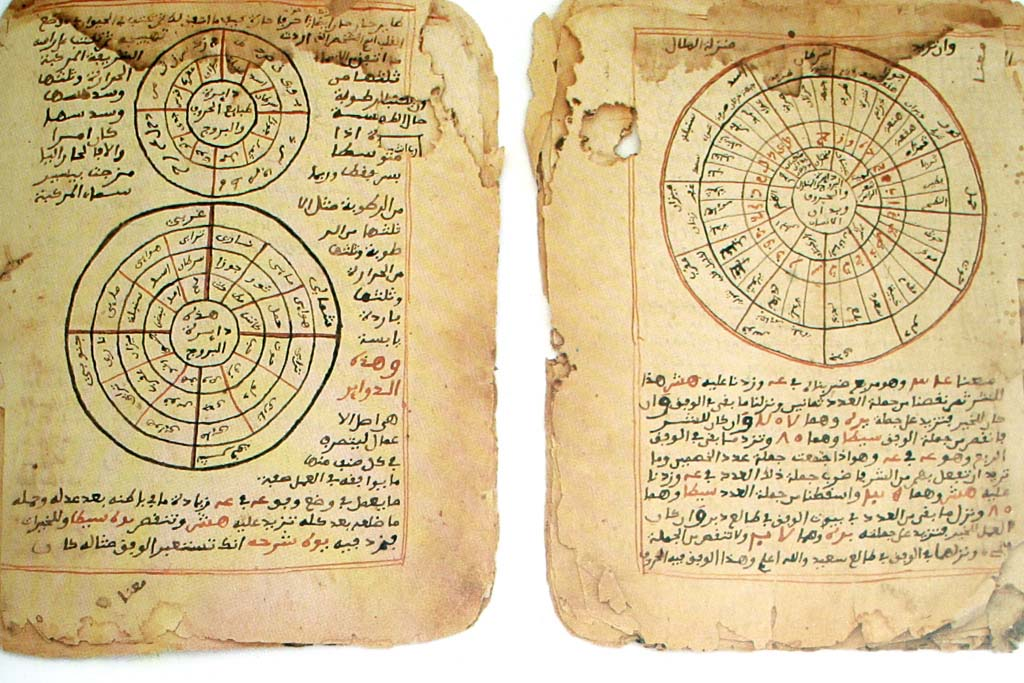
Os manuscritos de matemática e astronomia

O centro tem cerca de 20 000 manuscritos cobrindo a história do Mali, incluindo o História do Sudão (Tarikh al-Sudan). A maioria dos manuscritos são dos séculos XIV a XVI e escritos em árabe, mas outros estão em línguas locais, como o mandinga, songai, tuaregue e bambara, ou mesmo em outras mais distantes, como o turco e o hebraico, com temas cobrindo astronomia, poesia, medicina, literatura e direito islâmico. Um programa para digitalizar os manuscritos está em curso, dirigida pela Noruega e pelo Luxemburgo sob a supervisão da UNESCO, com apenas uma fração do espólio a ter sido digitalizado.

## Atentado
Em 28 de janeiro de 2013, quando as tropas francesas e malianas recapturaram o aeroporto de Tombuctu, extremistas islâmicos, que seguem uma rígida interpretação do islamismo, incendiaram o prédio do instituto que vinham usando como alojamento. Felizmente, a grande maioria dos itens de uma das mais preciosas coleções de antigos manuscritos encontrava-se escondida em outro lugar.